# Linda Carlson
Linda Carlson (Knoxville, 12 de maio de 1945 - Gaylordsville, 26 de outubro de 2021) foi uma atriz americana de televisão, teatro e cinema, cuja carreira durou de 1977 a 2009.
Ela é formada pela Universidade de Iowa, onde recebeu um diploma de bacharel em artes dramáticas. Também já foi casada com o diretor Philip Charles MacKenzie.

## Filmografia
- Honey, I Blew Up the Kid (1992) ... Nosy neighbor
- The Pickle (1993) ... Bernadette
- The Beverly Hillbillies (1993) ... Tia Pearl
- Murder One (1995–1997) ... Juiza Beth Bornstein[1]
- Roadside Assistance (2001) ... Rainha de Hearts